# Fehérszék
Fehérszék  falu Romániában, Máramaros megyében.

## Fekvése
Máramaros megyében, Nagysomkúttól északnyugatra, Pribékfalva szomszédságánan fekvő település.

## Története
A falu a fennmaradt oklevelek szerint már a Hunyadiak korában már fennállt.
Nevét az oklevelek 1405-ben említették először Feyerzek néven, A falu nevét később több változatban is írták: 1424-ben Feyerzegh, 1475-ben Feyerzekh, míg az 1900-as évek elején Fehérszék -néven nevezték.
A Kővári uradalomhoz tartozott, s mindig annak sorsában osztozott.
A település határa az 1700-as évek körül a Péchy család zálogbirtoka volt, de a kincstár visszaváltotta a Péchyektől, majd a kincstártól vásárolta meg gróf Teleki Géza, aki itt szép kastélyt (úrilakot) is épített ide, melynek kertjében még az 1900-as évek elején is látszott a nyoma két halastónak. Itt volt eltemetve a Péchy család egyik neves tagja: Péchy generális is.
A XX. század elején a gróf Teleky család, a kir. kincstár és a község úrbéres testületének volt itt birtoka.
A falu a trianoni békeszerződés előtt Szatmár vármegye nagysomkúti járásához tartozott.

## Nevezetességek
- Görögkatolikus temploma – 1700-ban épült.